# Сенестопатическая шизофрения
Сенестопати́ческая шизофрени́я (от coenästhetische Schizophrenie, др.-греч. αἴσθησις «ощущение» + πάθος «болезнь» + шизофрения) — форма шизофрении, при которой сенестопатии являются доминирующим психопатологическим симптомом. Клиническая картина этой формы шизофрении продолжительное время характеризуется выраженным синдромом сенестопатоза. Тем не менее, достоверно установлено, что сенестопатии также довольно часто возникают и при других формах шизофрении. Для диагностики расстройство обязательно зафиксированное наличие медленно нарастающих изменений личности, характерных для шизофрении (шизофренического дефекта). Стоит отметить, что шизофренический дефект при сенестопатической форме шизофрении всё же обыкновенно нерезко выражен. Помимо сенестопатий, может обнаруживаться ценестезия, деперсонализация.
Сенестопатическая шизофрения впервые описана немецким психиатром Гердом Хубером в 1957 году.
Код в Международной классификации болезней 10-го пересмотра (МКБ-10) — F20.8xx2 (оригинал: F20.8 — «другой тип шизофрении»). Однако описания и исследовательских диагностических критериев сенестопатической шизофрении в МКБ-10 не дано. В Диагностическом и статистическом руководстве по психическим расстройствам сенестопатическая шизофрения отсутствует.